# Kolonia Nowy Dwór
Kolonia Nowy Dwór – nieoficjalna kolonia wsi Wólka Nowodworska, gminie Kurów, powiecie puławskim, województwie lubelskim.
W latach 1975–1998 miejscowość administracyjnie należała do ówczesnego województwa lubelskiego.